# Giuseppe Marchi (archeologo)
Giuseppe Marchi (Tolmezzo, 22 febbraio 1795 – Roma, 10 febbraio 1860) è stato un archeologo, numismatico e gesuita italiano.

## Biografia
Era figlio di Giovanni Battista (possidente, spedizioniere, amministratore dello storico complesso manifatturiero di Jacopo Linussio) e di Maria Pidutti (nativa di Gemona del Friuli, donna molto devota), ebbe sedici fratelli (la più nota è la sorella Anna, alla quale rimase legato da un'assidua corrispondenza).
Nel 1805 entrò nel Seminario di Udine e nel 1814 fu ammesso, a Roma, nel noviziato di Sant'Andrea al Quirinale. Distintosi sia per le capacità di studioso e di educatore sia per la santità di vita, operò dal 1818 nel Collegio di Terni prima e in quelli di Reggio Emilia e Modena poi, insegnando Umanità, Lingua greca e Retorica.
Nel 1825 tornò a Roma per reggere la cattedra di Umanità presso il Collegio romano, ove si applicò anche allo studio della Teologia, materia approfondita nei periodi passati a Fano e a Tivoli all'inizio degli anni Trenta.
Consacrato sacerdote nel 1826 e nominato docente di Retorica a S. Andrea al Quirinale nel 1827, espertissimo nelle Lettere italiane e latine, lo diventò anche in quelle greche, che insegnò a Roma per molti anni; ma la sua passione più profonda, che gli procurò una notevole fama, emerse negli studi delle antichità profane e sacre, studi concretizzatisi soprattutto nel fondamentale doppio volume (in collaborazione con il confratello Pietro Tesseri) della preziosissima collezione delle monete italiche più antiche che si trovavano presso il museo Kircheriano di Roma (L’Aes grave del Museo Kircheriano, 1839).
Oltre a ricoprire un ruolo determinante nell'ordinamento del Museo Etrusco Vaticano, del quale diresse l'illustrazione, il Marchi fece parte, dal 1837, della Pontificia Accademia Romana di Archeologia, e dal 1840 del Collegio Filologico dell'Archiginnasio romano; dal 1847, poi, fu Consultore della Congregazione delle Indulgenze e delle Reliquie, dal 1852 socio corrispondente per l'estero della Société des Antiquaires de France e, dal 1855, socio onorario dell'Accademia di San Luca. Diresse per oltre vent'anni il Museo Kircheriano (che, grazie alla sua opera, acquisì parecchi monumenti di notevole importanza); dotò il Lapidario Vaticano di una grande quantità di reperti; raccolse numerose sculture poi ospitate dal Museo Cristiano Lateranense (per il quale, nel 1854, ricevette dal Pontefice un importante incarico) e fin da giovane acquisì altre nomine di rilievo.
A partire dal 1843 si dedicò all'Archeologia cristiana, riaccendendo, dopo un lungo periodo di buio e di chiaroscuri, l'interesse per la materia, definendone le partizioni di studio e fissandone gli scopi, sempre con esiti di notevole rilievo non solo scientifico, ma anche nel contesto della lotta contro gli abusi cui erano tristemente soggetti i siti della Roma sotterranea da molto tempo. Papa Gregorio XVI lo nominò, nel 1842, Conservatore dei sacri Cimiteri di Roma, mentre con Pio IX fu tra i membri della Commissione Pontificia di Archeologia Sacra, istituita nel 1852 e promossa dallo stesso Marchi, la cui opera fu così decisiva per l'antichità sacra che può ben dirsi abbia riaperto le catacombe alla scienza e alla considerazione non solo degli eruditi, ma anche di un più vasto pubblico, grazie sia al rigoroso metodo positivo di ricerca sia all'iniziativa delle suggestive e sommamente istruttive visite guidate nei siti.
Purtroppo, a causa della mancanza di mezzi, di aspre polemiche sulle tombe dei martiri e, soprattutto, delle agitazioni politiche del 1848-49, egli poté portare a termine, nel 1844, solo il primo segmento del suo vasto progetto sulle catacombe, originariamente concepito in tre parti. Fu comunque autore, in questo settore, di numerose ed eccelse ricerche, svolte quasi vivendo in simbiosi con gli antichi monumenti (studiati de visu, con faticosissimi percorsi fra i labirinti della città) e foriere di basilari scoperte.
Dal 1855, per problemi di salute, dovette ridurre il suo impegno. Gesuita integerrimo, fu amato e stimato non solo per la competenza scientifica e per le capacità comunicative, ma anche per un animo benefico e, all'occorrenza, anche eroico (esplicito in tal senso il suo prodigarsi durante il colera dell'estate del 1837 a Roma). Oltre ai lavori del rinomato archeologo sopra citati, la bibliografia ne menziona e ne tratta numerosi altri, mentre fra i suoi discepoli va segnalato quanto meno Giovanni Battista de Rossi (1822-1894), che proseguì e sviluppò in modo esemplare l'opera archeologica del maestro, divenendo una celebrità di livello mondiale.